# Le calde notti del Decameron
Le calde notti del Decameron è un film del 1972 diretto da Gian Paolo Callegari.

## Trama
Nel 1300 il Conte Gianfigliazzo torna dalle crociate con due schiavi neri, un ragazzo e una ragazza, che usa per sollazzarsi. Durante il tragitto a casa gli capita anche di venire derubato di tutti i suoi averi da un misterioso Cavaliere Nero. Ma Gianfigliazzo non se ne cura molto perché l'unica cosa che desidera ora è fare l'amore con sua moglie Peronella. Ma quando Gianfigliazzo arriva a casa, assieme agli schiavetti e a un volgare frate che pensa solo a fare sesso, l'uomo si accorge che Peronella ha perduto la chiave per aprire la sua cintura di castità, indossata da quando il marito era partito per la crociata a Gerusalemme. La vicenda si complica ancora di più quando il ragazzo nero per un equivoco, dato che lui aveva rubato la chiave, si ritrova in un convento dove le monache, vergini vogliose, se lo contendono per farci l'amore. Per fortuna l'intervento della ragazza schiava lo libera dal groviglio di seduttrici e i due giovani riescono a scappare dal convento, mentre Gianfigliazzo viene richiamato nuovamente alle armi per una nuova crociata in Terra santa per la liberazione del Santo Sepolcro. Peronella ha anche la certezza di fare sesso con il coniuge almeno una volta prima della partenza, credendo di aver trovato finalmente la chiave per la sua cintura di castità. Ma Peronella si sbaglia, perché la sua "prigione" non si apre e inoltre il Conte Gianfigliazzo e la sua scorta di sbandati, vengono aggrediti e derubati nuovamente dal Cavaliere Nero.

## Produzione
Stando alle dichiarazioni dell'attrice Femi Benussi, il film, benché attribuito ufficialmente a Gian Paolo Callegari, è stato in realtà diretto dallo sceneggiatore Alessandro Moretti; questo spiegherebbe perché nei titoli di testa della pellicola il nome di Moretti, qui accreditato come assistente alla regia, ciò nonostante venga posto con notevole risalto negli stessi frame che riportano l'indicazione del regista.